# Município Kuvango
Município Kuvango är en kommun i Angola.   Den ligger i provinsen Huíla, i den centrala delen av landet, 700 km sydost om huvudstaden Luanda. Antalet invånare är 93 272.
I omgivningarna runt Município Kuvango växer huvudsakligen savannskog. Runt Município Kuvango är det glesbefolkat, med 16 invånare per kvadratkilometer.